# Jackson Hole

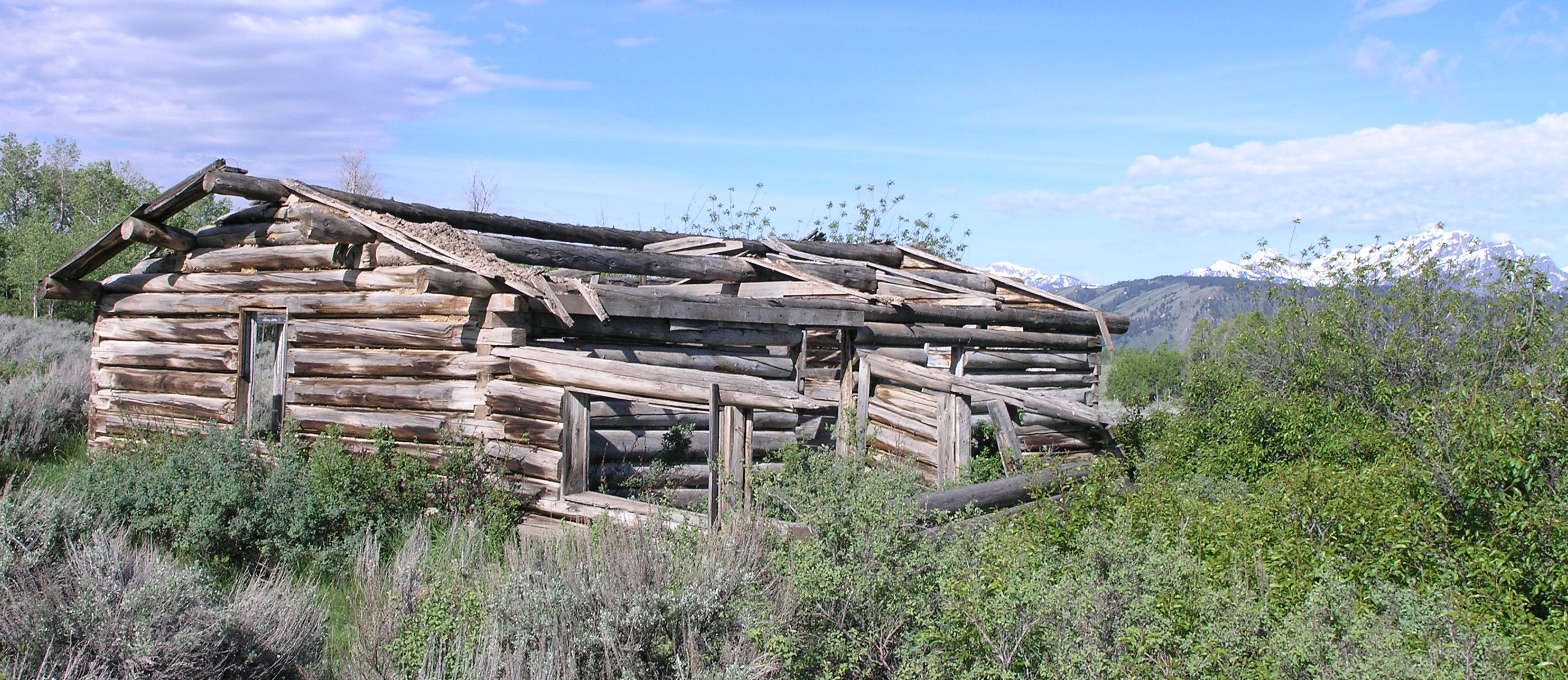
Casa abandonada no vale denominado Jackson Hole

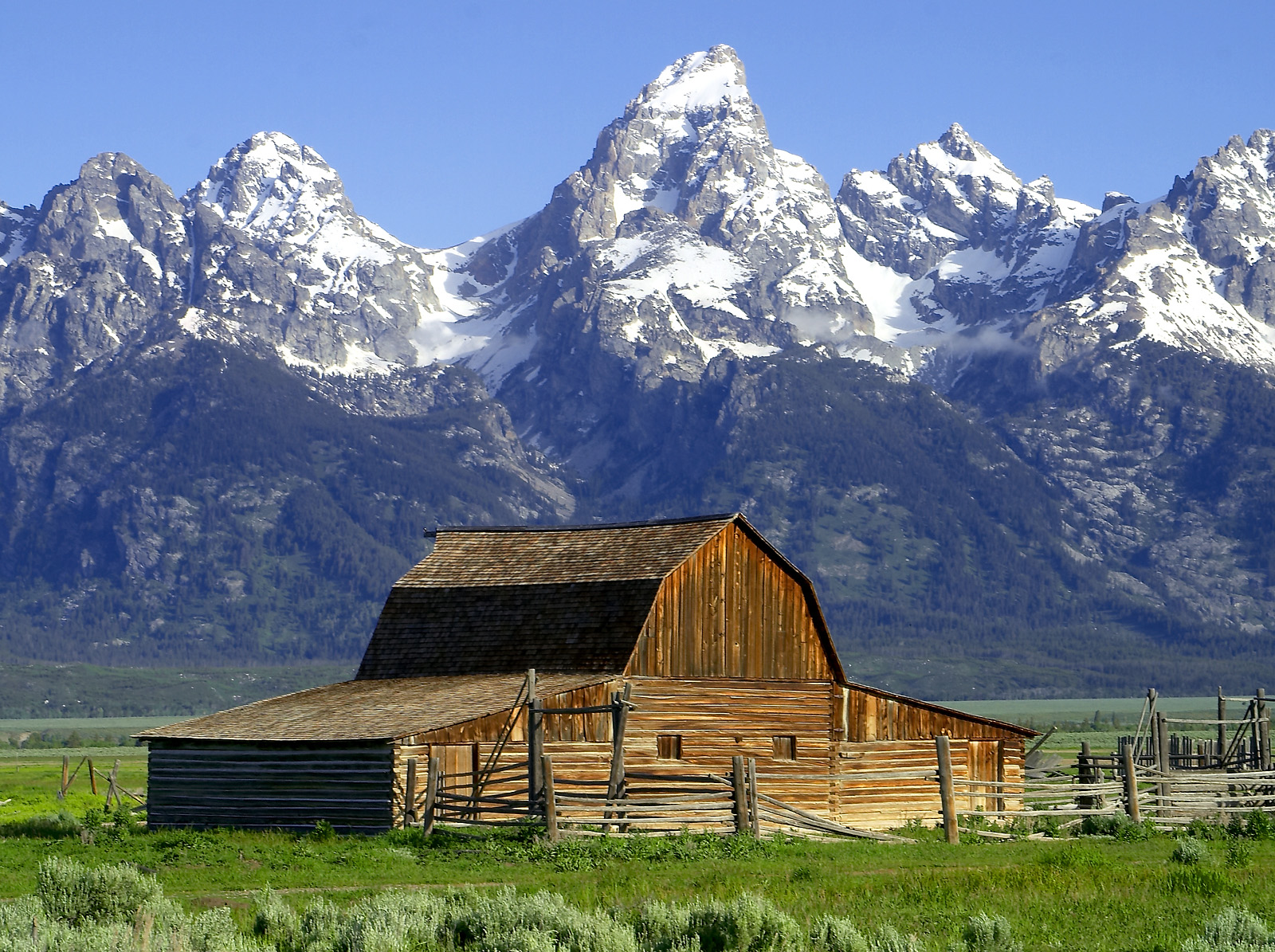
Vista de Jackson Hole para oeste, com os grandes montes da cordilheira Teton mais de 2100 metros acima do vale.

Jackson Hole (Buraco de Jackson) é um vale na cordilheira Teton e na cordilheira Gros Ventre, no oeste do estado do Wyoming, nos Estados Unidos.
Deve o seu nome a David Edward Jackson, um dos Mountain Men e caçador de castores do início do século XIX. Era usado para a caça pelos ameríndios, e só foi habitado em permanência a partir da década de 1870.
A descrição do vale foi feita no diário de John Colter, que participou na expedição de Lewis e Clark. Colter passou pelo passo Togwotee para chegar ao vale. As suas notas sobre o vale, a cordilheira Teton e aa região do Parque Nacional de Yellowstone foram recebidas pelos populares da época com grande ceticismo.
O vale é formado pelas cordilheiras de Teton e de Gros Ventre. O Grand Teton National Park ocupa o vale, onde também fica o lago Jackson. A cidade de Jackson fica localizada na saída sul do vale. O rio Snake alimenta o vale, nomeadamente com as águas de um dos seus afluentes, o rio Gros Ventre, antes de entrar no Parque Nacional de Yellowstone.
Em 1985, o vale foi usado como cenário do filme Rocky 4, quando o personagem fictício Rocky supostamente se treinava na Sibéria.